# Ларсен, Карл Антон
Карл Анто́н Ла́рсен (англ. Carl Anton Larsen; 1860—1924) — основоположник антарктического китобойного промысла, внёсший значительный вклад в исследование этого региона и ставший наиболее известен как капитан исследовательского судна «Антарктика» Шведской антарктической экспедиции (1901—1904) под руководством Отто Норденшёльда.

## Биография
Карл Ларсен родился 7 августа 1860 года в Норвегии в Ёстре Хальсен (Вестфолл) — небольшой прибрежной деревушке к югу от Осло в семье моряка Оле Кристиана Ларсена и его жены Эллен Ларсен. Несколько позднее семья Ларсенов переехала в соседний Саннефьорд — центр норвежской китобойной промышленности. Карл пошёл по стопам отца и с юных лет весной и летом выходил с ним в море, занимаясь охотой на тюленей в северных водах, а осенью и зимой ходил в школу. Позже он поступил в мореходное училище и в 18 лет его закончил, а к 25 годам стал капитаном и занимался китобойным промыслом в арктических водах.

### Первое путешествие в Антарктику (1892—1893)
К концу XIX века поголовье китов в Арктике значительно сократилось и предприниматели от китобойного промысла обратили свой взгляд в сторону Антарктики.
В 1892 году Карл Ларсен впервые отправился на юг с целью определения перспектив промысла китов в этом регионе. Об изобилии китов, в частности, в море Уэдделла, сообщалось в отчёте Джеймса Кларка Росса. Экспедицию спонсировала норвежская компания A/S Oceana. Ларсен отплыл из Норвегии 3 сентября 1892 года на 495-тонном паровом китобойном судне «Ясон» (на этом судне в 1888 году Фритьоф Нансен и его спутники прибыли к восточному побережью Гренландии перед её первым пересечением, а позже, в 1899 году, герцог Абруццкий отправился на нём на Землю Франца-Иосифа и к северному полюсу; судно называлось «Stella Polare»). 
После непродолжительной остановки на Южных Оркнейских островах 4 декабря Ларсен высадился на неисследованном острове Сеймур (к востоку от северного окончания Антарктического полуострова), на котором обнаружил и собрал образцы окаменелостей давно вымерших видов растений. По возвращении Ларсена на родину эти окаменелости вызвали значительный научный интерес. Они свидетельствовали о том, что Антарктида не всегда была покрыта льдом, а наличие в них осадочных пород лишний раз подтверждало, что это континент, а не архипелаг из вулканических островов, как в то время ещё представлялось вполне возможным. Во время первого путешествия в Антарктику Ларсен достиг 64°40’ южной широты на 56°30' западной долготы и отметил «наличие земли» на западе, которая была восточным побережьем Антарктического полуострова. Он не смог исследовать её более тщательно и в июне 1893 года вернулся в Норвегию с грузом тюленьего жира и шкур, но так и не встретив ни одного гладкого кита.

### Второе путешествие в Антарктику (1893—1894)

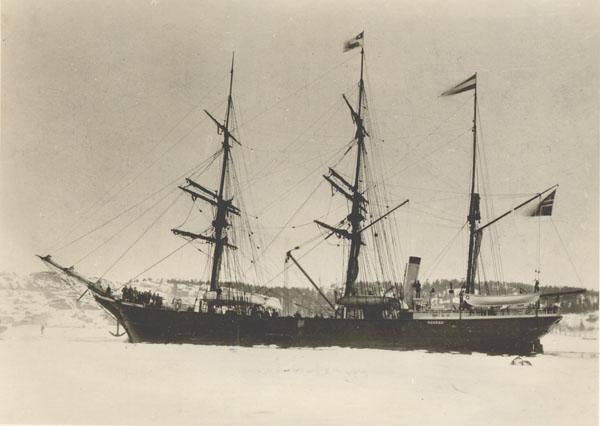
Судно Ларсена «Ясон»

Первое путешествие Карла Ларсена в Антарктику не было коммерчески успешным, однако спонсоры экспедиции — A/S Oceana и владелец «Ясона» Кристен Кристенсен (англ. Christen Christensen) решили отправить на юг ещё одну экспедицию, на этот раз состоящую из трёх кораблей: «Ясона» — под командованием Ларсена, «Кастора» («Castor») — под командованием капитана Мортена Педерсена (англ. Morten Pedersen) и «Герты» («Hertha») — под командованием Карла Юлиуса Эвенсена.
По достижении Южных Шетландских островов корабли разделились: Ларсен вновь отправился к восточному побережью Антарктического полуострова, а другие два капитана — к западному. В этом году ледовые условия оказались гораздо лучше. 18 ноября Ларсен высадился на острове Сеймур, а 29 ноября решил проследовать далее к югу в надежде найти китов. Море было свободно ото льда, и вскоре он плыл вдоль непрерывной ледовой стены, сейчас известной как шельфовый ледник Ларсена. 1 декабря он открыл Землю Оскара II, назвав её в честь короля Швеции и Норвегии, а 6 декабря достиг 68°50’ южной широты на 59°59’ западной долготы — крайней южной точки путешествия. 
9 декабря Ларсен открыл побережье Фойна, названное им в честь норвежского предпринимателя и изобретателя гарпунной пушки Свена Фойна, и остров Робертсон, а два дня спустя Тюленьи нунатаки.
Так и не обнаружив китов в западной части моря Уэдделла, Ларсен взял курс на Огненную землю, по пути бросив якорь на острове Гринвич (Южные Шетландские острова). Далее он отправился на Фолклендские острова, где выгрузил добытых тюленей и загрузил уголь для дальнейшего путешествия. 23 января 1894 года он высадился на острове Паулет и занялся тюленьим промыслом в заливе Эребус и Террор и вблизи острова Жуэнвиль вплоть до 8 марта.
15 марта Ларсен вернулся на Фолклендские острова и далее направился в Южную Георгию, где воссоединился с «Кастором» и «Гертой».
В июле 1894 года экспедиция вернулась в Норвегию, привезя с собой более 13 000 тюленьих шкур и 6 600 баррелей тюленьего жира. Открытия Ларсена, сделанные во время двух экспедиций, были признаны наиболее значимыми в Антарктиде со времен путешествий Росса, за что в 1895 году он был удостоен денежной премии Королевского географического общества.

### Шведская антарктическая экспедиция (1901—1904)

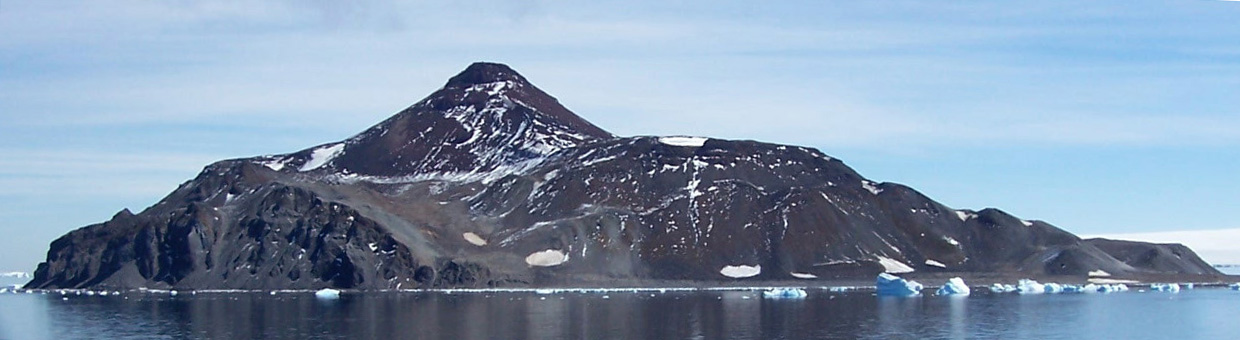
Остров Паулет, место зимовки Ларсена 1902 года

В 1901 году Ларсен стал участником Шведской научно-исследовательской экспедиции под руководством Отто Норденшёльда. Как наиболее опытный к тому времени полярный исследователь, он принял командование экспедиционным судном «Антарктика».
«Антарктика» вышла из Гётеборга 16 октября 1901 года и 9 февраля 1902 года стала на якорь около острова Сноу-Хилл, на который были высажены руководитель экспедиции и пять его спутников для организации зимовочной базы. До следующего лета они должны были заниматься различными научными исследованиями. В конце февраля «Антарктика» оставила партию и вернулась на Фолклендские острова, где провела зиму.
5 ноября 1902 года Ларсен отправился за зимовщиками, однако из-за сложной ледовой обстановки не смог пройти до острова Сноу-Хилл Антарктическим проливом (открытым в предыдущую навигацию). 29 декабря, после многочисленных попыток пробиться на восток, Ларсен высадил в заливе Хоуп-Бэй троих участников экспедиции (Андерссона, Дузе и Торальфа Грюндена), которые должны были пешком добраться до базы Норденшёльда и предупредить его о возможной задержке судна, а сам взял курс на северо-восток, чтобы обогнуть Антарктический полуостров и попробовать подойти к Сноу-Хилл с северо-востока. Обогнув полуостров, «Антарктика» оказалась зажата паковыми льдами в заливе Эребус и Террор и 12 февраля 1903 года затонула. 28 февраля команде удалось добраться до острова Паулет, на котором под командованием Ларсена была вынуждена провести зимовку. С наступлением весны 31 октября Ларсен и пятеро моряков отправились на спасательной шлюпке на остров Сноу-Хилл и 8 ноября воссоединились с зимовщиками (троим участникам, высаженным в заливе Хоуп-Бэй, также пришлось перезимовать, и они смогли добраться до Норденшёльда лишь незадолго до прибытия самого Ларсена). В тот же день шведская экспедиция была спасена аргентинским спасательным судном «Уругвай». 14 человек команды затонувшей «Антарктики» забрали с острова Паулет спустя четыре дня.

### Организация антарктического китобойного промысла

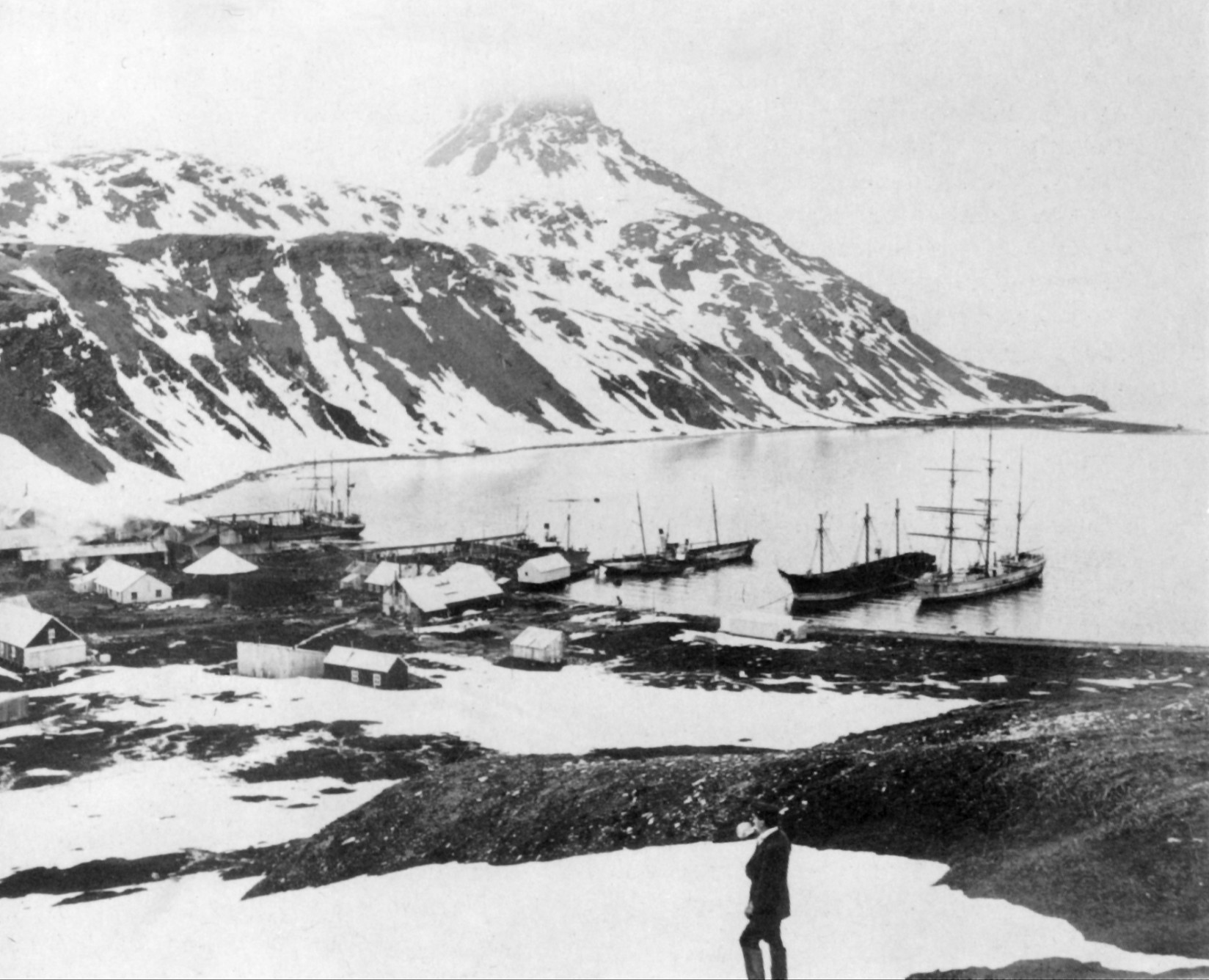
Грютвикен, 1914 год

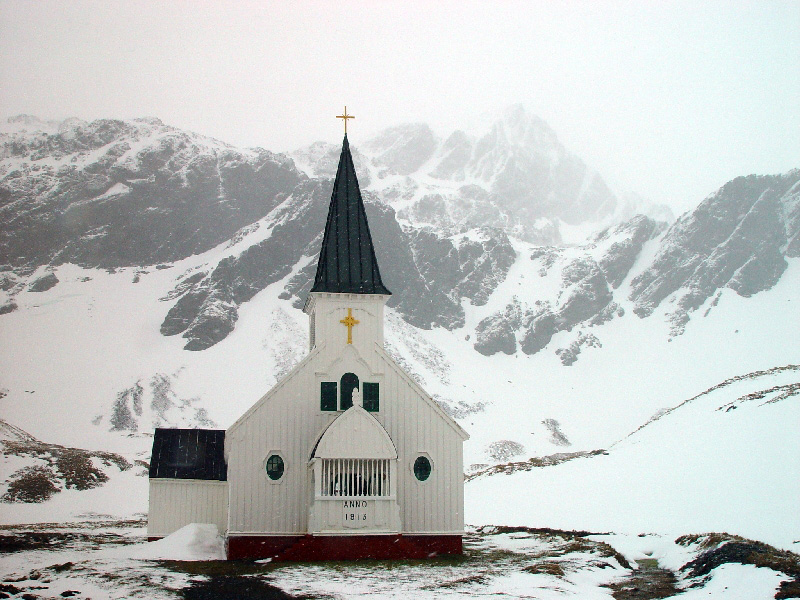
Церковь в Грютвикене, 2002 год

«Уругвай» доставил спасённых путешественников в Буэнос-Айрес, где Ларсен озвучил свои предложения по поводу организации в Антарктике китобойного промысла. Они были поддержаны. 29 февраля 1904 года Ларсен с привлечением аргентинского, британского и норвежского капиталов учредил Аргентинскую рыболовную компанию и управлял ей до 1914 года.
16 ноября 1904 года на побережье Южной Георгии Ларсеном была основана первая китобойная станция — Грютвикен. В канун Рождества на станции был добыт первый китовый жир, а спустя несколько лет антарктический китобойный промысел давал около 70 % китового жира в мире.
В 1905 году к нему в Грютвикен приехала супруга Андрине вместе с их тремя дочерьми и двумя сыновьями. Семья получила британское подданство. В своей просьбе, удовлетворённой британским магистратом Зависимых территорий Фолклендских островов в январе 1910 года, Ларсен заявил: «Я отказался от своих норвежских гражданских прав и живу здесь с тех пор, как начал охотиться на китов в этой колонии 16 ноября 1904 года, и у меня нет причин быть чьим-либо иным гражданином, кроме как гражданином Британии, поскольку я живу и намерен жить здесь ещё долго».
В 1905 году в Грютвикене Ларсен положил начало постоянным метеорологическим наблюдениям. Способствовал разведению на острове северных оленей (с 2001 года оленей разводят и на Фолклендских островах). В 1913 году при покровительстве Ларсена была построена первая в Антарктике церковь.
В 1914 году Ларсен вернулся в Норвегию. Он купил две большие фермы для разведения скота, но его коммерческое начинание оказалось убыточным, и он вернулся в Антарктику, где планировал заняться китобойным промыслом в других акваториях.
Карл Ларсен скончался 8 декабря 1924 года в каюте своего корабля, возглавляя промысловую экспедицию в море Росса. Он был похоронен на своей родине в Норвегии в Саннефьорде 15 мая 1925 года.

## Память
Именем Карла Ларсена в Антарктике назван ряд географических объектов:
- Шельфовый ледник Ларсена — восточное побережье Антарктического полуострова
- Пролив Ларсен[англ.] — пролив между островами Жуэнвиль и Д'Юрвиль[англ.], северо-восточная оконечность Антарктического полуострова
- Острова Ларсен[англ.] — вблизи острова Коронейшен, Южные Оркнейские острова
- Залив Ларсен-Харбор
- Ларсен-Пик — остров Туле, Южные Сандвичевы острова
- Ларсен-Пик — Земля Виктории
- Нунатак Ларсен — восточное побережье Антарктического полуострова
- Мыс Ларсен — остров Южная Георгия.